# حصن بني صنهاجة (حريضة)
'

تعديل مصدري - تعديل

حصن بني صنهاجة هي إحدى قرى عزلة حريضة بمديرية حريضة التابعة لمحافظة حضرموت، بلغ تعداد سكانها 46 نسمة حسب تعداد اليمن لعام 2004.